# Machinations infernales
 (décembre 2019).
Machinations infernales (titre original : Infernal Devices) est un roman de science-fiction écrit par Philip Reeve, publié en 2005 puis traduit en français et publié en 2009. Il est le troisième volume de la série de livres Tom et Hester (Mortal Engines Quartet).

## Résumé
Tom et Hester vivent désormais sur Anchorage, la cité polaire, qui sommeille dans un coin perdu du Continent Mort. Mais leur fille, Wren, quinze ans, s'ennuie et attend l'aventure... Une proie rêvée pour les Garçons Perdus envoyés en mission pour dérober un mystérieux Livre d'Étain. Quand le vol tourne mal, ils enlèvent Wren dans leur vaisseau. Tom et Hester partent aussitôt à la recherche de leur fille...